# Bonjour les petits loups
 (octobre 2012).
Si vous disposez d'ouvrages ou d'articles de référence ou si vous connaissez des sites web de qualité traitant du thème abordé ici, merci de compléter l'article en donnant les références utiles à sa vérifiabilité et en les liant à la section « Notes et références ».
Ne doit pas être confondu avec Salut les petits loups.
Bonjour les petits loups est une émission jeunesse diffusée sur France 3 du 11 novembre 1992 au 11 septembre 1994.

## Description
Présenté par Rupert l'ours du dessin animé canadien, ce programme est composé de chansons à destination des plus jeunes. La voix off de Rupert présente également les dessins animés au programme de la matinée.
Ce type de dispositif sera proposé par Bonjour Babar et Le Réveil des Babalous qui reprendront le même concept. 

## Séries d'animation
- Alvin et les Chipmunks
- Bonjour les bébés
- Boumbo
- Casper et ses amis
- Capitaine Z et la Patrouille des Rêves (en)
- Les Aventures de Tintin
- Les Belles Histoires du père Castor
- Le Croc-Note Show
- Les Entrechats
- Lucky Luke
- Les Petits Malins
- Les Volbecs
- Mine de rien
- Naftaline
- Pierre Martin le facteur[2]
- Petit Ours Brun
- Souris Souris
- Widget